# 中国人民解放军军事法院
中国人民解放军军事法院，简称解放军军事法院，是中华人民共和国的高级法院。业务上接受中华人民共和国最高人民法院和中央军委政法委员会的双重领导，组织上是中央军事委员会政法委员会直属单位。

## 历史沿革

### 1954年之前
中国工农红军创建初期，便设有军法机构。1931年9月1日，鄂豫皖区苏维埃政府颁布《革命军事法庭暂行条例》，其中规定：“革命军事法庭是革命武装组织之军事执法机关，对于破坏红军（凡属所有革命武装）纪律与违背军事行政之事件，概得接受处理。”1932年2月1日，中华苏维埃共和国中央执行委员会统一颁布《中华苏维埃共和国军事裁判所暂行组织条例》，其中规定：“红军各级部队及地方武装指挥部，组织军事裁判所，审理红军中的刑事案件。”
中国抗日战争爆发后，1937年8月中国工农红军改编为八路军，军事裁判所改成军法处，军法处设置在八路军政治部内。军法处主要审判混入部队的汉奸、特务及其他破坏抗日分子。1939年，八路军政治部颁布《军法处工作条例草案》，其中规定，军法处建立在各师、旅、军区、军分区及后方留守处政治部内。
第二次国共内战时期，部队继续设军法处，一般设在旅（分区）以上部队的司令部或政治部，处长多由参谋长、政治部主任、保卫部（处）长兼任，也有的是由部队军政首长兼任。中华人民共和国成立之初，部队继续设军法处。1952年部队整编时，军法处被列为单独序列，既受同级中共党委及军政首长领导，又受上级军法处领导。

### 1954年至1969年
1954年1月，中央人民政府人民革命军事委员会决定，成立中国人民解放军军事法庭，统一管理全军军事审判工作。陈奇涵被中央军委任命为中国人民解放军军事法庭庭长。1954年9月，第一届全国人民代表大会第一次会议通过《中华人民共和国宪法》、《中华人民共和国人民法院组织法》，规定设置专门人民法院。根据上述法律，1954年11月1日，中共中央军事委员会颁布军事法院编制表，将中国人民解放军军事法庭更名为中国人民解放军军事法院。1955年8月31日，根据《中华人民共和国宪法》及《中华人民共和国人民法院组织法》，中华人民共和国国防部发出《关于全军各级军法处改称为军事法院的通知》，将中国人民解放军各级军法处改称为军事法院，从而将其纳入国家审判机关体系，规定军事法院在组织上属于军队编制，受军队党委领导；在审判工作上受最高人民法院监督。军事法院设置四级：（1）中国人民解放军军事法院；（2）各大军区、海军、空军、公安军、铁道兵、解放军总直属队军事法院；（3）军、省军区、警备区、军区空军、海军舰队军事法院；（4）师和相当于师的各军种、兵种、军分区、基地军事法院。
1956年12月6日中共中央军事委员会笫92次会议根据最高人民法院的建议，决定将中国人民解放军军事法院改称最高人民法院军事审判庭。1957年4月3日，第一届全国人民代表大会常务委员会第五十五次会议任命陈奇涵为最高人民法院副院长，任命钟汉华为最高人民法院军事审判庭庭长，袁光为副庭长。
1957年6月，中国人民解放军总政治部根据中共中央军委扩大会议的决定，并且报请最高人民法院同意，规定各级军事法院除了按照法律规定，受上级法院监督以外，在军队内部归同级政治部领导。1957年反右运动发生，全国审判工作中的许多原则、制度遭到批判，政法干部中也产生了“左”比右好的思想，导致军法系统打击面偏宽，反革命案件迅速上升，其他刑事案件急剧增加。1958年，在“反右倾，鼓干劲，促使军法工作大跃进”口号下，军法系统打击面继续偏宽，判案率急增。1958年以后，根据中国人民解放军总政治部保卫部、最高人民法院军事审判庭、最高人民检察院军事检察院制定下发的《关于加强保卫、军检、军法三个部门工作协作的规定》，在“大跃进”运动中，军事审判工作中的保卫、军检、军法分工负责、互相配合、互相制约的制度被“一长代三长”（保卫、检察、军法的三长中的任何一长可代行其他两长职权）、“一员代三员”（侦察员、检察员、审判员中的任何一员可代行其他两员职权）取代，这和当时地方审判工作中的公安局、检察院、法院分工负责、互相配合、互相制约的制度被“一长代三长”、“一员代三员”取代是同一潮流。有的军事审判工作中，将法庭审判与群众批判结合，完全剥夺被告人的辩护权。这些做法导致了军事审判工作中出现极大问题。
1961年1月16日，中国人民解放军总政治部发出《关于保卫、军检、军法三个部门合署办公的通知》，部队的各级保卫、军检、军法三部门仿照中华人民共和国公安部、最高人民法院、最高人民检察院合署办公的模式，各缩编为一个办公室，由保卫部门统管，对外仍然保留三部门的名义。军事法院、军事检察院事实上成为军队保卫部门的组成部分。1962年1月中央工作会议后，民主与法制建设一定程度上获得加强。1962年5月24日，中华人民共和国国防部颁发《各大军区机关基本组织体制编制系统表》，将军事法院自保卫部门分出，恢复单独列编。1962年9月3日，保卫、军检、军法三个部门正式分署办公。后来谭甫仁被中央军委任命为最高人民法院军事审判庭庭长。到1964年底，全军军事审判机关基本恢复。1965年5月29日，最高人民法院军事审判庭改称“中国人民解放军军事法院”。军事法院设置四级：（1）中国人民解放军军事法院；（2）各大军区、海军、空军、公安部队军事法院；（3）军区空军、海军舰队军事法院；（4）省军区、野战军和军级（兵团级）基地、要塞区、警备（卫戍）区和空军、海军基地及边防军分区军事法院。

### 1969年至1978年
文化大革命中，军事法院系统的制度和原则再度遭到批判。1968年11月，中国人民解放军军事法院被军管。1969年底，中国人民解放军军事法院和全军各级军事法院先后被撤销。军事法院的职权由保卫部门以军事法院的名义行使。军以上单位的保卫部门均持有一枚和本单位番号相同的军事法院公章。对需判处刑罚的案件，保卫部门查实后报经党委批准，以军事法院名义判决并公布。

### 1978年至2016年1月
1978年1月，中共中央军委颁发《关于军队体制编制的调整方案》，决定重建中国人民解放军军事法院以及各大单位军事法院。1978年9月，郝苏被中共中央军委任命为中国人民解放军军事法院院长。1978年10月，中国人民解放军总政治部向全军政治机关发出通知，中国人民解放军军事法院“定于1978年10月20日开始办公”。1979年11月，经中共中央军委批准，中国人民解放军总参谋部、总政治部联合下发通知，决定在兵团级和军级单位重建军事法院、军事检察院，编制在政治部序列内，并且对已成立的军事法院、军事检察院的机构和编制人数进行适当调整，形成了军级、兵团级、大军区级、中国人民解放军军事法院及军事检察院的四级军事法院、军事检察院系统。1982年9月，中央军委印发军队体制改革精简整编方案的通知，为了让军事审检机构同地方审检机构的体制相同，乃规定军事法院、军事检察院改设为三级：（1）中国人民解放军军事法院、中国人民解放军军事检察院；（2）各大军区、海军、空军军事法院、军事检察院；（3）省军区、海军舰队、军区空军军事法院、军事检察院。1985年，在百万大裁军中，根据中国人民解放军总参谋部通知，撤销了部队军级单位的军事法院、军事检察院，改为按片设置陆军基层军事法院、军事检察院。
1982年《中华人民共和国宪法》及1983年《中华人民共和国人民法院组织法》规定，国家在中国人民解放军内设立军事法院。军事法院分三级：中国人民解放军军事法院、军区级单位的军事法院、兵团和军级单位的军事法院。中国人民解放军军事法院对中华人民共和国中央军事委员会及中国人民解放军总政治部负责，其他各级军事法院对其本级政治机关负责。各级军事法院的审判工作受中华人民共和国最高人民法院监督，下级军事法院审判工作受上级军事法院监督。中国人民解放军军事法院院长由最高人民法院院长提请全国人民代表大会常务委员会任免。
1983年1月，中国人民解放军总参谋部军务部、总政治部组织部发出《关于初级法院编制问题的通知》，其中规定省军区军事法院管辖驻该省所有部队内发生的刑事案件。1983年6月10日，中央军委发出《关于批捕和审判权限的规定》，其中规定省军区军事法院管辖营职以下人员需判处拘役、有期徒刑、无期徒刑的反革命案件及普通刑事案件。1983年，中共中央发出《关于严厉打击刑事犯罪活动的决定》，第六届全国人民代表大会常务委员会第二次会议通过《关于严惩严重危害社会治安的犯罪分子的决定》和《关于迅速审判严重危害社会治安的犯罪分子的程序决定》，各级军事法院与保卫、检察机关共同执行了中共中央提出的“从重从快，一网打尽”的“严打”方针。
2012年，最高人民法院发布施行《军事法院管辖民事案件若干问题的规定》。中国人民解放军总政治部为此下发《关于深入贯彻落实中央司法改革精神，进一步加强军队民事审判工作》的通知。2013年，中国人民解放军军事法院颁发了《军事法院管辖民事案件若干问题的意见》，其中规定，第一审民事案件原则上由基层军事法院审理，但标的额3000万元人民币以上，或者标的额在2000万元人民币以上且双方当事人分属不同大单位的案件，由大单位军事法院审理。
1996年5月25日，根据中央军委指示精神，武警部队成立两级军事法院、军事检察院。1996年7月23日，驻香港部队成立军事法院、军事检察院。1997年10月24日，中央军委批准成立中国人民解放军总直属队第二军事法院、总直属队第二军事检察院。1998年10月，根据中央军委文件的规定，全军各级军事法院、军事检察院的编制体制、员额作了调整，全军设三级军事法院、军事检察院：（1）中国人民解放军军事法院、军事检察院；（2）军区、海军、空军、总直属队军事法院、军事检察院；（3）基层军事法院、军事检察院。2004年7月，全军各级军事法院、军事检察院的编制体制、员额再作调整，撤销了部分基层军事法院、军事检察院。2014年3月，设立第二炮兵军事法院，行使大单位军事法院职权，接受第二炮兵政治部及中国人民解放军军事法院的领导。2015年1月14日以前，中国人民解放军军事法院院长刘季幸由此前的正军级晋升为副大军区级。
2016年1月改革之前，中国人民解放军军事法院对应的大单位军事法院共有13个：海军、空军、第二炮兵、沈阳军区、北京军区、兰州军区、济南军区、南京军区、广州军区、成都军区、武警部队、总直属队、总直属队第二军事法院。其中，总直属队军事法院管辖军委办公厅、总政治部、总后勤部、总装备部、第二炮兵（2014年3月后第二炮兵不再归总直属队军事法院管辖）、军委直属院校等大单位及其下属单位，总直属队第二军事法院管辖总参谋部及其下属单位。

### 2016年1月至今
2016年1月，在深化国防和军队改革中，组建中央军事委员会政法委员会，同时按照“调整军事司法体制，按区域设置军事法院、军事检察院”的精神开始军事法院、军事检察院改革。2016年6月29日，中华人民共和国最高人民法院官方网站发布《关于重新编制发布军事法院代字的通知》（法〔2016〕142号），其中规定解放军军事法院的层级是“高级”，东、南、北、中部战区军事法院、西部战区第一、第二军事法院以及解放军总直属军事法院的层级是“中级”，解放军石家庄、福州等军事法院的层级是“基层”。2016年6月，中央军委政法委员会在北京举行“全军军事法院、军事检察院调整组建大会”。

## 职权
1. 审判正师职以上人员犯罪的第一审案件；
2. 审判涉外刑事案件；
3. 最高人民法院授权或指定审判的案件以及它认为应当由自己审判的其他第一审刑事案件；
4. 负担二审、再审的审判任务。[11]

## 机构设置
2016年改革前，该军事法院内设三个正师级机构：
- 第一审判庭：审理不服军队各大单位军事法院判决的上诉案件和死刑复核案件。死刑事案件经中国人民解放军军事法院复核后，还要报最高人民法院核准。
- 第二审判庭：审理不服军队各大单位军事法院判决发生法律效力的申诉案件、来信来访、审判监督。
- 民事审判厅：审理不服军队各大单位军事法院判决、提出上诉的案件，以及已发生法律效力的民事判决的申诉案件；承担军队民事案件判决的执行。[12]

## 历任负责人
中国人民解放军军事法院院长
1. 陈奇涵 上将（1954年11月—1957年4月，兼任）

中国人民解放军军事法庭庭长
1. 陈奇涵（1954年2月—1954年11月）

最高人民法院军事审判庭庭长
1. 钟汉华 中将（1957年4月—1961年1月）
2. 甘渭汉 中将（1961年1月—1964年5月，兼任，1961年1月—1962年9月为总政治部保卫、军检、军法合署办公军法负责人）
3. 谭甫仁 中将（1964年12月—1965年5月）

中国人民解放军军事法院院长
1. 金如柏 少将（1965年6月—1968年2月，兼任）
2. 郝　苏（1978年9月—1981年7月）
3. 田　家（1981年9月10日—1982年8月23日）[13]
4. 刘继光（1982年8月23日—1985年6月18日）[14]
5. 孟仲仁 少将（1985年6月18日—1990年6月28日）[15]
6. 侯　固 少将（1990年6月28日—1993年9月2日）[16]
7. 权增德 少将（1993年9月2日—1997年7月3日）[17]
8. 姜吉初 少将（1997年7月3日—2001年4月28日）[18]
9. 曲大成 少将（2001年4月28日—2006年4月29日）[19]
10. 苏　勇 少将（2006年4月29日—2011年8月26日）[20]
11. 刘季幸 中将（2011年8月26日—2018年6月22日）[21]
12. 刘立根 少将（2018年6月22日—2022年12月30日）[22][23]
13. 程东方 少将（2022年12月30日—2023年9月1日）[24][25]
14. 刘少云 少将（2023年10月24日–）[26]

## 对应中级军事法院
1. 中国人民解放军东部战区军事法院（军01）
2. 中国人民解放军南部战区军事法院（军02）
3. 中国人民解放军西部战区第一军事法院（军03）
4. 中国人民解放军西部战区第二军事法院（军04）
5. 中国人民解放军北部战区军事法院（军05）
6. 中国人民解放军中部战区军事法院（军06）
7. 中国人民解放军总直属军事法院（军07）

## 知名案例
- 1989年－1990年：原中國人民解放軍陸軍第三十八集團軍軍長 徐勤先 少將，因拒絕執行六四清場命令，遭判處5年有期徒刑，並在秦城監獄、公安醫院服刑。
- 1999年：原总后勤部军械部部长 刘连昆 少将（退职副军级） 向台湾提供情报间谍案（注射死刑）
- 1999年：原总后勤部军械部某处处长 邵正宗 大校 向台湾提供情报间谍案（死刑）
- 1999年：原总参谋部情报部副部长 姬胜德 少将 贪污、受贿、提供情报间谍案（死缓）
- 2004年：原空军指挥学院院长 刘广智 少将（在职正军职） 向台湾提供情报间谍案（注射死刑）
- 2006年：原海军副司令员 王守业 海军中将（副大军区职）受贿案（死缓）
- 2015年：原解放军总后勤部副部长 谷俊山 中将（副大军区职）贪污、受贿、挪用公款、滥用职权案（死缓）
- 2016年：中央军委原副主席 郭伯雄 上将受贿案（无期徒刑）
- 2019年：原中央軍委聯合參謀部原參謀長房峰輝上将（正大军区职）受賄、行賄、巨額財產來源不明案（无期徒刑）